# Gerrie Deijkers

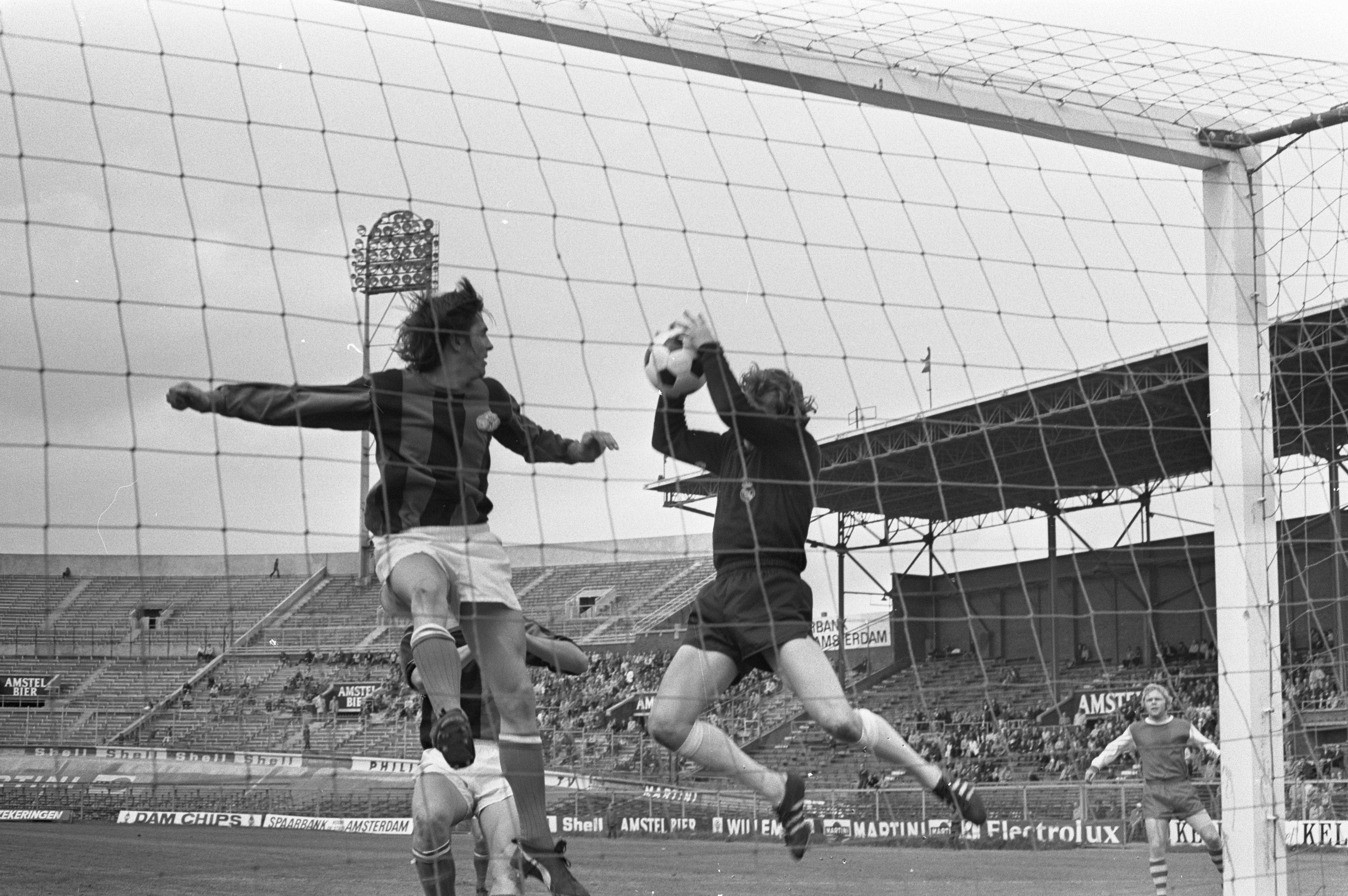
Gerrie Deijkers en Jan van Beveren in 1972

Gerrie Deijkers (Breda, 13 november 1946 – 29 oktober 2003) was een Nederlandse voetballer.
Deijkers speelde in het begin van zijn carrière bij Baronie, NAC, Willem II, DWS en de Graafschap. Deijkers was een aanvaller en bij Willem II werd hij topscorer van de Eerste divisie. Zijn talent laat zich het beste omschrijven als snel, beweeglijk en fanatiek.
In 1973 haalde de toenmalige trainer Kees Rijvers Deijkers naar PSV. De van oudsher aanvaller werd als linksback opgesteld omdat Rijvers in hem een aanvallende vleugelverdediger zag. Hij kwam tegelijk met René en Willy van de Kerkhof en Ralf Edström naar Eindhoven. Vier jaar lang was Deijkers linksback, maar toen Edström de club verliet en  Rijvers geen vervanger had besloot hij de bijna 31-jarige Deijkers in de spits te zetten, met succes. In 1978 werd hij clubtopscorer met 18 goals in de competitie. Dat was een succesvol jaar voor Deijkers aangezien hij ook 9 keer scoorde in het UEFA-Cup-toernooi; het toernooi dat gewonnen werd door PSV. Samen met Willy van der Kuijlen, Harry Lubse en René van de Kerkhof kreeg PSV een zeer beweeglijke voorhoede.
Deijkers werd opgevolgd door Piet Wildschut. Deijkers speelde zes seizoenen bij PSV, van 1973 tot 1979, en speelde daarin 170 competitiewedstrijden en 36 Europese wedstrijden.
Daarna werd hij semi-prof bij Beringen en Vitesse; in het dagelijks leven ging hij aan de slag als autoverkoper. Later volgde hij nog studies marketing en bedrijfseconomie. Op zijn 55e ging hij met pensioen. Op 56-jarige leeftijd overleed hij aan een acute hartstilstand.

## Carrièrestatistieken
| Seizoen         | Club            | Land            | Competitie       | Competitie | Competitie | Beker | Beker | Internationaal | Internationaal | Overig | Overig | Totaal | Totaal |
| Seizoen         | Club            | Land            | Competitie       | Wed.       | Dlp.       | Wed.  | Dlp.  | Wed.           | Dlp.           | Wed.   | Dlp.   | Wed.   | Dlp.   |
| --------------- | --------------- | --------------- | ---------------- | ---------- | ---------- | ----- | ----- | -------------- | -------------- | ------ | ------ | ------ | ------ |
| 1962/63         | Baronie         | Nederland       | Tweede divisie B | –          | 0          | –     | 0     | 0              | 0              | 0      | 0      | –      | 0      |
| 1963/64         | Baronie         | Nederland       | Tweede divisie B | –          | 0          | –     | 0     | 0              | 0              | 0      | 0      | –      | 0      |
| 1964/65         | Baronie         | Nederland       | Tweede divisie B | –          | 0          | –     | 0     | 0              | 0              | 0      | 0      | –      | 0      |
| 1965/66         | Baronie         | Nederland       | Tweede divisie B | –          | 2          | –     | 1     | 0              | 0              | 0      | 0      | –      | 3      |
| 1966/67         | Baronie         | Nederland       | Tweede divisie   | –          | 11         | –     | –     | 0              | 0              | 0      | 0      | –      | 11     |
| 1967/68         | Baronie         | Nederland       | Tweede divisie   | –          | 25         | –     | 2     | 0              | 0              | 0      | 0      | –      | 27     |
| 1968/69         | NAC             | Nederland       | Eredivisie       | –          | 8          | –     | 3     | 0              | 0              | 0      | 0      | –      | 11     |
| 1969/70         | Willem II       | Nederland       | Eerste divisie   | –          | 24         | –     | 2     | 0              | 0              | 0      | 0      | –      | 26     |
| 1970/71         | DWS             | Nederland       | Eredivisie       | –          | 7          | –     | 0     | 0              | 0              | 0      | 0      | –      | 7      |
| 1971/72         | DWS             | Nederland       | Eredivisie       | –          | 4          | –     | 0     | 0              | 0              | 0      | 0      | –      | 4      |
| 1972/73         | De Graafschap   | Nederland       | Eerste divisie   | –          | 5          | –     | 0     | 0              | 0              | –      | 5      | –      | 10     |
| 1973/74         | PSV             | Nederland       | Eredivisie       | –          | –          | –     | 1     | 0              | 0              | 0      | 0      | –      | –      |
| 1974/75         | PSV             | Nederland       | Eredivisie       | –          | –          | –     | 0     | 8              | 2              | 0      | 0      | –      | –      |
| 1975/76         | PSV             | Nederland       | Eredivisie       | –          | –          | –     | 0     | 8              | 0              | 0      | 0      | –      | –      |
| 1976/77         | PSV             | Nederland       | Eredivisie       | –          | –          | –     | 0     | 4              | 0              | 0      | 0      | –      | –      |
| 1977/78         | PSV             | Nederland       | Eredivisie       | –          | –          | –     | 2     | 12             | 8              | 0      | 0      | –      | –      |
| 1978/79         | PSV             | Nederland       | Eredivisie       | –          | –          | –     | 4     | 4              | 3              | 0      | 0      | –      | –      |
| 1979/80         | Beringen FC     | België          | Eerste klasse    | –          | –          | –     | –     | 0              | 0              | 0      | 0      | –      | –      |
| 1980/81         | Vitesse         | Nederland       | Eerste divisie   | –          | –          | –     | 0     | 0              | 0              | 0      | 0      | –      | –      |
| Carrière totaal | Carrière totaal | Carrière totaal | Carrière totaal  | –          | –          | –     | 15    | 36             | 13             | 0      | 0      | –      | –      |

## Erelijst
PSV
| Internationaal     |    |                                         |
| UEFA Cup           | 1x | 1977/78                                 |
| Nationaal          |    |                                         |
| Eredivisie         | 3x | 1974/75, 1975/76, 1977/78               |
| KNVB beker         | 2x | 1973/74, 1975/76                        |
| Individueel        |    |                                         |
| Topscorer UEFA Cup | 1x | 1977/78 (8, gedeeld met Raimondo Ponte) |

## Gerrie Deijkers Trofee
Na afloop van elk seizoen wordt Deijkers herdacht tijdens een wedstrijd tussen Legendary PSV en een team van amateurtrainers uit de regio Eindhoven, waarbij na afloop aan de succesvolste trainer en speler uit de regio de Gerrie Deijkers Trofee, voorheen de Lichtstad Trofee, wordt uitgereikt.

## Over Gerrie Deijkers
- Rinie Maas, 'Gerrie Deijkers en Nico Rijnders', in: Idolen en Iconen; het Nac Boek, 62 Verhalen, p. 137-139. Rotterdam: Trichis Publishing, 2016